# Уголовный кодекс Канады
Уголо́вный ко́декс Кана́ды (англ. Criminal Code of Canada) — закон, кодифицирующий большинство уголовных преступлений и процедур в Канаде. Его полное название — Закон об уголовном праве, правила производства Верховного суда 1985, глава C-46, с поправками. Параграф 91(27) Конституционного акта 1867 устанавливает, что уголовное право относится к исключительным полномочиям федерального Парламента.
Уголовный кодекс содержит некоторое количество конкретных аргументов, которые в основном относятся к common law, а не к законодательным актам. Другими важными канадскими уголовными законами являются Закон об огнестрельном оружии, Закон о контроле за оборотом наркотических веществ, Закон о свидетельских показаниях в Канаде, Закон о продуктах питания и лекарствах, Закон об уголовном судопроизводстве в отношении молодёжи и Закон о правонарушении.

## История
Уголовный кодекс был впервые принят в 1892. Он был любимым законопроектом тогдашнего министра юстиции сэра Джона Спэрроу Дэвида Томсона. Он был основан на первоначальном варианте кодекса, названном «кодексом Стивена», так как он был составлен сэром Джеймсом Фицджеймсом Стивеном в рамках королевской комиссии в Англии в 1879, и повлиявшем на работы канадского правоведа Джорджа Бербиджа.

## Структура
Основной состав Уголовного кодекса подразделяется на следующие основные компоненты:
- Часть I — Общие положения
- Часть II — Преступления против общественного порядка
- Часть II.1 — Терроризм
- Часть III — Огнестрельное оружие и другое оружие
- Часть IV — Преступления против правосудия
- Часть V — Сексуальные преступления, общественная мораль и беспорядочное поведение
- Часть VI — Вторжение в личную жизнь
- Часть VII — Дома разврата, игры и ставки
- Часть VIII — Преступления против личности и репутации
- Часть IX — Преступления против прав собственности
- Часть X — Мошеннические действия, связанные с контрактами и торговлей
- Часть XI — Умышленные и запрещенные действия в отношении определённого имущества
- Часть XII — Нарушения, связанные с валютой
- Часть XII.1 — Орудия и литература, связанные с незаконным употреблением наркотиков
- Часть XII.2 — Выгода от преступлений
- Часть XIII — Покушение на совершение преступления-Соучастие-Пособничество
- Часть XIV — Юрисдикция
- Часть XV — Специальная процедура и полномочия
- Часть XVI — Обязательная явка обвиняемого перед правосудием и выпуск на свободу до судебного заседания
- Часть XVII — Язык обвинения
- Часть XVIII — Процедура предварительного следствия
- Часть XIX — Уголовные преступления — судебное разбирательство без присяжных
- Часть XIX.1 — Суд Нунавута
- Часть XX — Процедура в судах присяжных и общие положения
- Часть XX.1 — Психическое расстройство
- Часть XXI — Апелляции по уголовным преступлениям
- Часть XXI.1 — Заявки на рассмотрение на уровне министров — Неправосудные решения
- Часть XXII — Обеспечение явки
- Часть XXIII — Приговор
- Часть XXIV — Опасные правонарушители и рецидивисты
- Часть XXV — Эффект и принуждение к исполнению
- Часть XXVI — Чрезвычайные средства защиты
- Часть XXVII — Осуждение по совокупности нарушений
- Часть XXVIII — Разное

За основным текстом следуют приложения, относящиеся к некоторым из вышеупомянутых частей, и ряд предписанных правовых формуляров, таких как Форма 5, в котором изложена надлежащая юридическая формулировка для ордера на обыск.

## Поправки
Уголовный кодекс неоднократно подвергался поправкам, в том числе в рамках масштабной кампании по консолидации федерального законодательства в период 1955—1985 годов. Современный Уголовный кодекс является частью консолидированного законодательства 1985 г. с изменениями и дополнениями, принятыми после этого года.
Одна из наиболее существенных поправок была внесена в кодекс в результате принятия «Закона о поправках к уголовному праву» 1969 г. (en:Criminal Law Amendment Act, 1968-69), где, в числе прочего, отменялась уголовная ответственность за гомосексуализм при условии добровольного согласия между совершеннолетними, а также за аборты, контрацепцию и лотереи, вводились новые ограничения на владение оружием и тестирование водителей, подозреваемых в вождении в пьяном виде, при помощи алкотестера.
Изменения в Уголовном кодексе шли в ногу с изменениями в обществе, в частности, в связи с появлением новых технологий. К примеру, были внесены поправки, касающиеся криминализации использования мобильных средств связи за рулём, а также киберпреступлений.
Те положения кодекса, которые противоречили Канадской хартии прав и свобод, были отменены Верховным судом Канады как нарушающие конституционные права канадских граждан. Как правило, при принятии новых законов недействительные разделы (статьи) исключаются целиком. В других случаях, таких, как Статья 287, касающаяся абортов, Канадский парламент не удалял утративший силу текст из кодекса — статья по-прежнему содержит формулировку бывшего состава преступления, которое ныне не рассматривается как преступление, но она утратила юридическую силу и не применяется ни полицией, ни уголовной юстицией.
Вплоть до террористической атаки на Всемирный торговый центр 11 сентября 2001 г. Уголовный кодекс не упоминал терроризм как отдельный состав преступления. После указанного теракта Канадский парламент принял Закон C-36, «Антитеррористический закон» (Anti-terrorism Act, S.C. 2001, c.41), вступивший в силу королевским указом от 18 декабря 2001 г., добавивший в Уголовный кодекс совершенно новый раздел II.1 — «Терроризм», содержащий многочисленные составы, связанные с финансированием терроризма, предписывающий ведение списка террористических организаций, позволяющий замораживать и конфисковывать собственность и преследовать за участие, содействие, обучение и прибежище для терроризма.